# Diu
Diu (Gujarati: દીવ Dīv) ist eine ehemals unter portugiesischer Herrschaft stehende knapp 39 km² große Insel mit ca. 55.000 Einwohnern vor der Südküste des indischen Bundesstaates Gujarat. Gemeinsam mit dem kleinen Dorf Goghla (Gogolá) auf dem Festland und der 25 km östlich gelegenen Insel Simbor bildet sie einen der drei Distrikte des Unionsterritoriums Dadra und Nagar Haveli und Daman und Diu.

## Lage
Die maximal etwa 30 m hoch gelegene Insel Diu ist mit dem ihr auf dem Festland gegenüberliegenden Dorf Goghla über eine Brücke verbunden. Die Stadt Rajkot ist etwa 250 km (Fahrtstrecke) in nördlicher Richtung entfernt; Ahmedabad liegt ca. 375 km nordöstlich.

## Bevölkerung
Ca. 93,5 % der Einwohner sind Hindus und ca. 6 % sind Moslems; der Rest entfällt auf religiöse Gruppen wie Jains, Sikhs und Christen. Anders als in den meisten Regionen Nordindiens ist der Frauenanteil höher als der der Männer, was aber in hohem Maße auch auf deren Abwanderung in die regionalen und überregionalen Wirtschaftszentren zurückzuführen ist.

## Wirtschaft
Viele Einwohner der Insel sind in der Landwirtschaft und im Fischfang tätig; die Bewohner der Stadt Diu leben hauptsächlich von Handwerk und Kleinhandel. Seit den letzten Jahrzehnten des 20. Jahrhunderts spielt der – auch wegen der Umgehung des Alkoholverbots in Gujarat immer bedeutsamer werdende – innerindische Tourismus eine große Rolle.

## Geschichte

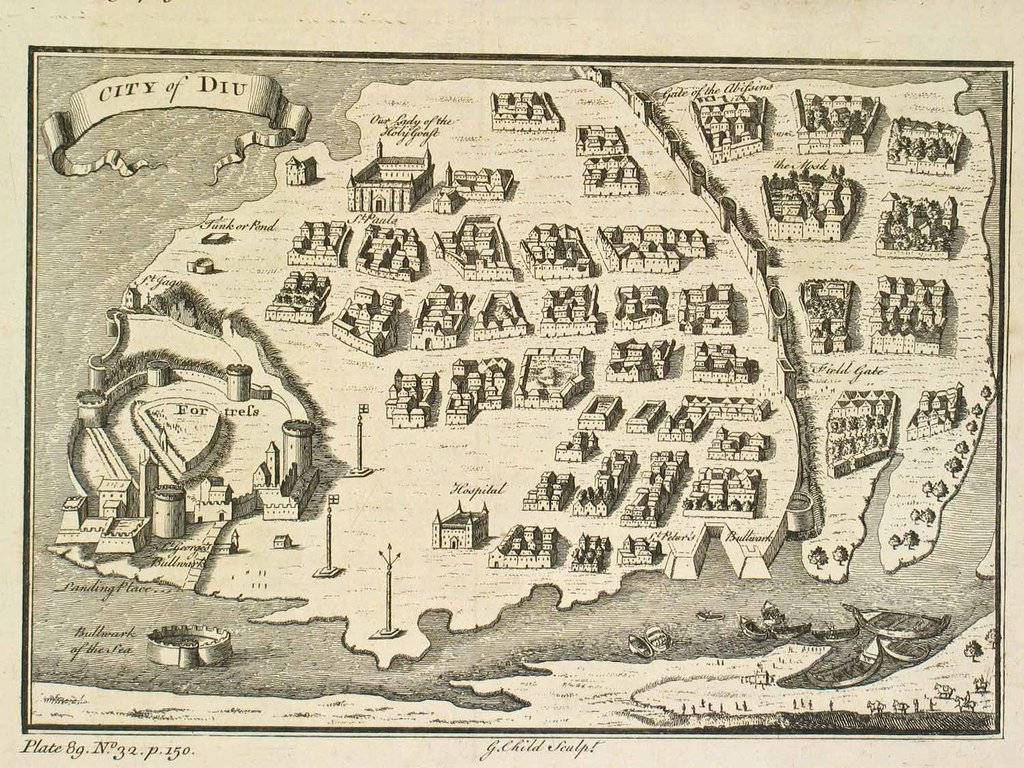
Karte der Stadt Diu und des Forts (1729)

Am 3. Februar 1509 gelang es Francisco de Almeida mit 23 portugiesischen Schiffen in der Seeschlacht von Diu, eine vereinigte ägyptisch-arabisch-indische Flotte vernichtend zu schlagen. Der Sieg sicherte den Portugiesen die Vorherrschaft im Indischen Ozean, so dass wesentliche Waren- und Finanzströme auf neue Handelswege nach Europa nun umgeleitet wurden. Asiatische Waren, wie Gewürze, kamen nun über den Seeweg um Afrika und Lissabon nach Europa.
Mit dem Bau eines Forts an der Ostspitze der Insel wurde durch Nuno da Cunha die Insel 1535 in das portugiesische Kolonialreich eingegliedert. 1538 wehrten die Portugiesen eine Belagerung durch die Osmanen und 1547 durch das Sultanat von Gujarat ab. Die dabei zerstörte Festung wurde unter Vizekönig João de Castro wieder errichtet und kann noch heute besichtigt werden.
Diu wurde nach Goa und Ormuz die wichtigste Zollstätte der Portugiesen in Asien. Vorübergehend besaß Diu ein Selbstverwaltungsrecht nach portugiesischem Muster.
Am 19. Dezember 1961 wurde Diu im Rahmen eines 36-stündigen Krieges von Indien besetzt. Der Krieg kostete 22 Inder und 30 Portugiesen das Leben. Die Souveränität Indiens über die Insel wurde von Portugal erst im Jahr 1974 nach der Nelkenrevolution anerkannt.

## Sehenswürdigkeiten
Die kolonialzeitlichen Bauten (Fort und Kirchen) der Stadt Diu entstanden größtenteils im 16., 17. und 18. Jahrhundert; insbesondere die St. Paul's Church bietet eine sehenswerte Barockarchitektur. Für die meisten Inder stehen jedoch die zahlreichen Sandstrände der Insel im Vordergrund des Interesses.

Blick über die Stadt Diu
Buntes Haus in Diu
Fischereihafen
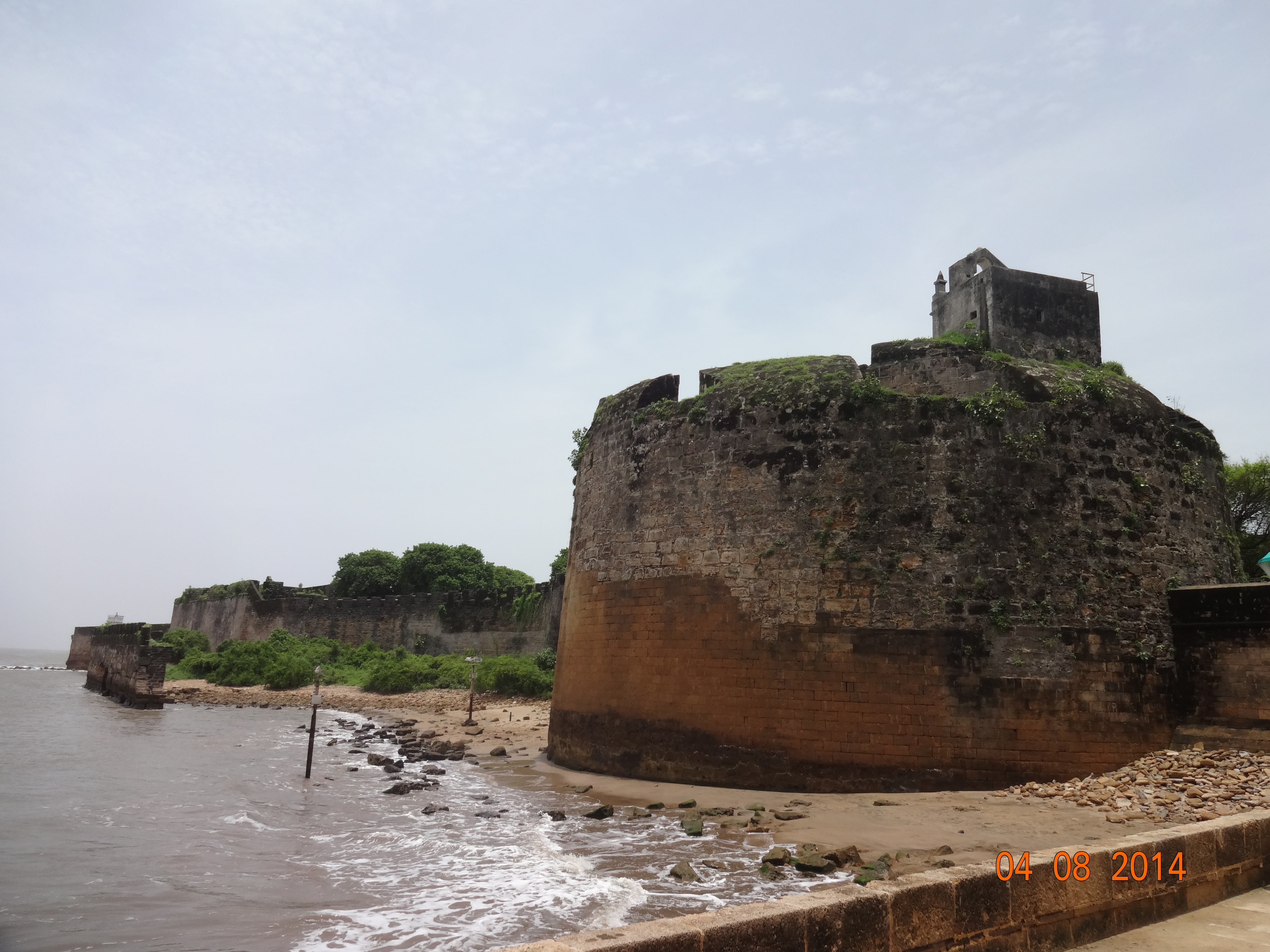
Diu-Fort
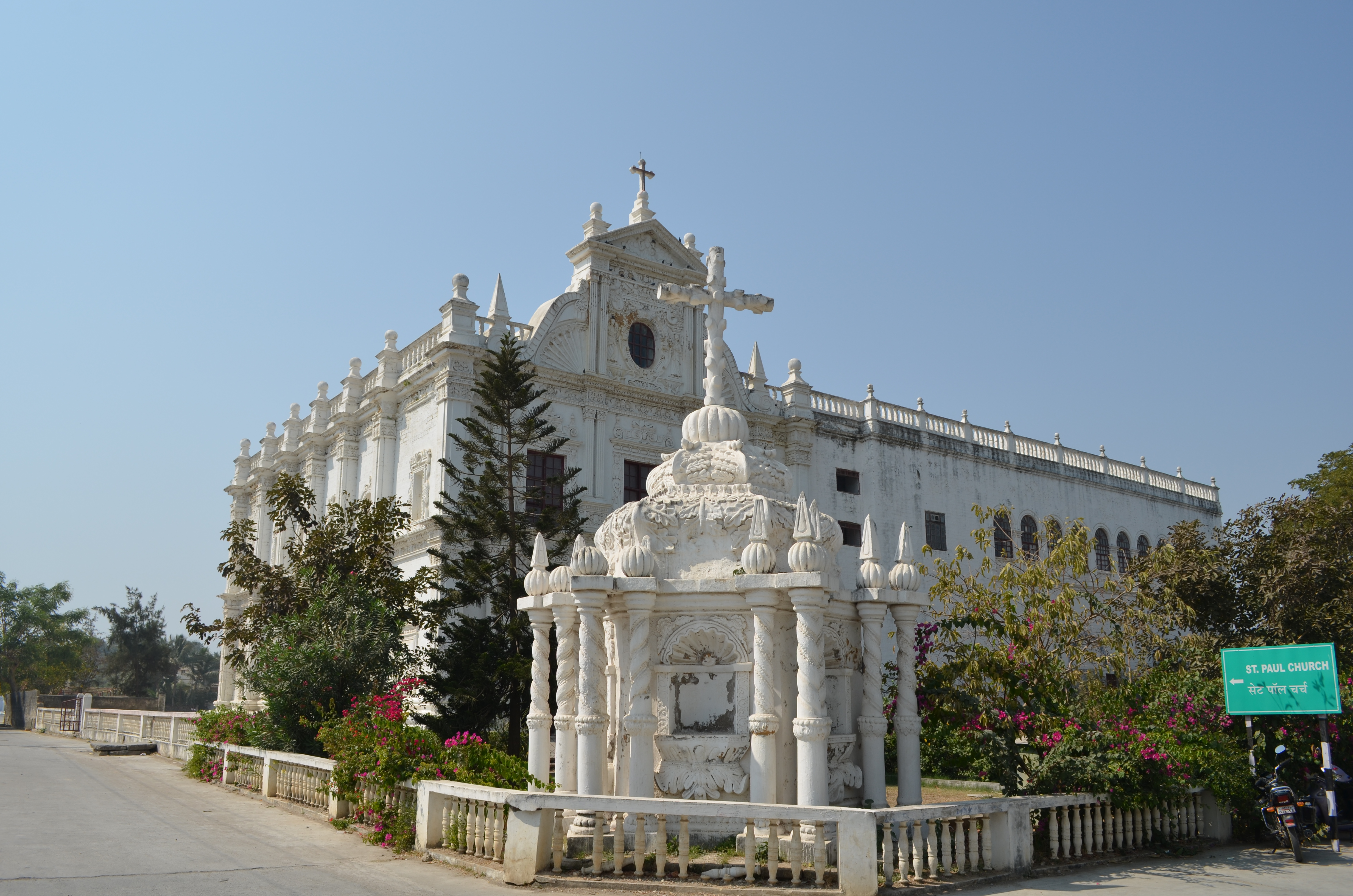
St. Paul's Church
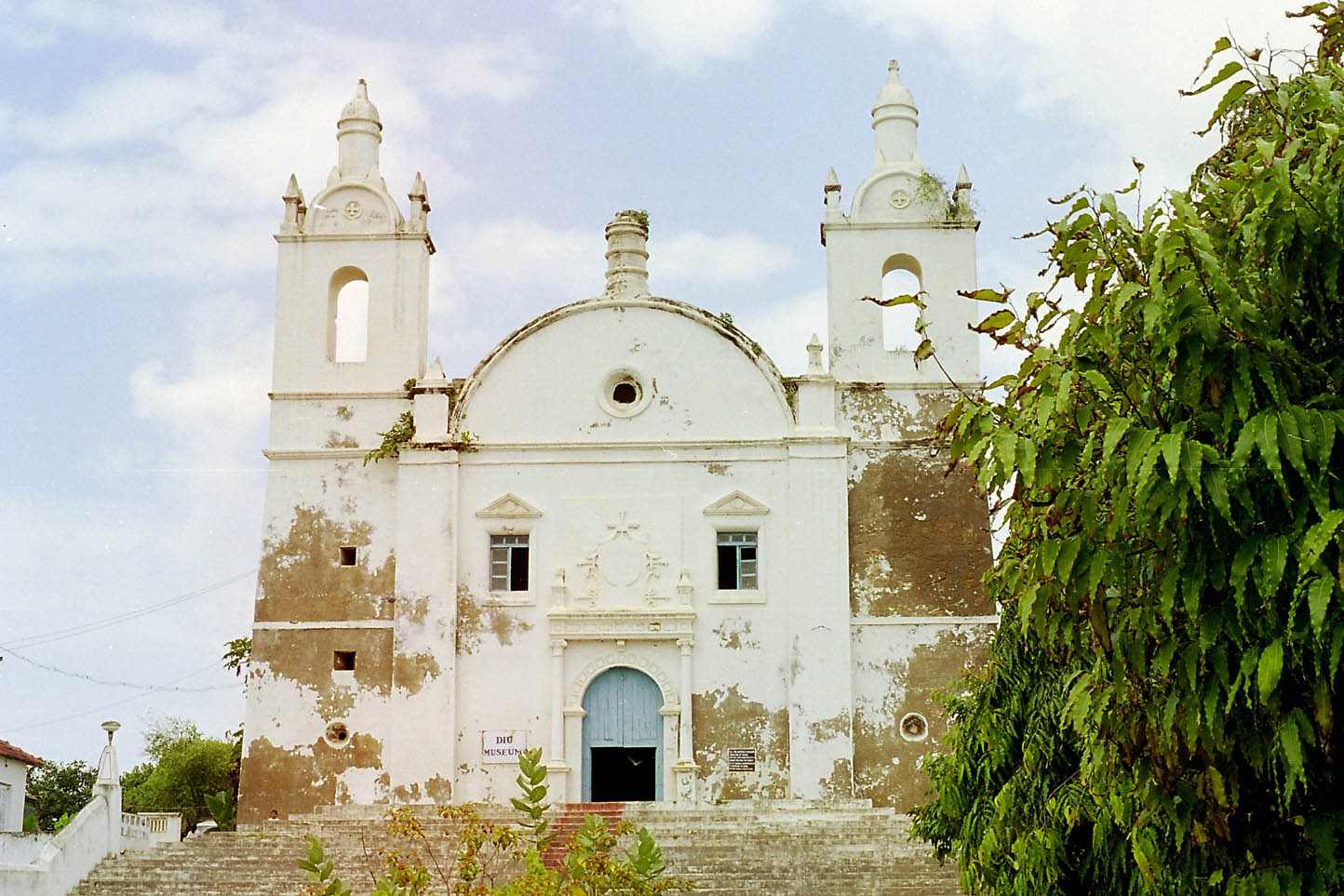
St. Thomas Church